# Den gamla psalmboken
I Den gamla psalmboken: ett urval ur 1695, 1819 och 1937 års psalmböcker, som ingår i Svenska Akademiens och Bokförlaget Atlantis bokserie Svenska klassiker, presenteras och analyseras ett urval psalmer ur 1695, 1819 och 1937 års svenska psalmböcker. 110 av dem ingår fortfarande i Svenska kyrkans psalmbok från 1986.
Urval, kommentarer och ordförklaringar av Håkan Möller, med förord av akademiledamoten Gunnel Vallquist.